# Бошко Вуксанович
Бошко Вуксанович (4 січня 1928 — 4 квітня 2011) — чорногорський ватерполіст.
Учасник Олімпійських Ігор 1952, 1956 років.
Срібний призер Олімпійських ігор 1952 року.